# Adioukrous
Els adioukrous (o adjukrus) són els membres del grup humà que tenen com a llengua materna l'adioukrou i que tenen el territori al sud-est de Costa d'Ivori, a la regió de Grans Ponts. Hi ha entre 100.000 (1999, ethnologue) i 125.000 (joshuaproject) adioukrous. El seu codi ètnic és NAB59k i el seu ID de grup ètnic al joshuaproject és 10162.

## Situació territorial i pobles veïns
El territori adioukrou està a 49 poblacions de la subprefectura de Dabou, a la regió de Grans Ponts, al Districte de Lagunes.
Segons el mapa lingüístic de Costa d'Ivori de l'ethnologue, el territori adiokrou està situat al voltant de la ciutat de Dabou, allargant-lo cap a l'oest. Està al nord de la llacuna d'Ebrié. Part d'aquest territori és compartit amb territori dels tiagbamrin aizisi amb els mobumrin aizis. Al sud, més enllà de la llacuna d'Ebré, hi viuen els aproumu aizis i els alladians; a l'est els ebriés; al nord els abés i els abidjis, tots ells pobles kwa; i a l'oest limiten amb els yocoboué dides, que són un poble kru.

## Llengües
Els adioukrous tenen com a llengua materna l'adioukrou però també parlen el Francès, llengua oficial estatal, així com l'Abidji, el Mobumrin_aizi i el Tiagbamrin_aizi com a segones llengües.

## Religió
El 90% dels adioukrous són cristians i el 10% restant creuen en religions africanes tradicionals. El 60% dels adjukrus cristians pertanyen a esglésies independents, el 30% són protestants i el 10% són catòlics. Una petita minoria del 3% dels adioukrous cristians són evangelistes.